# Navati
Navati (en rus: Наваты) és un poble de l'óblast de Nijni Nóvgorod, a Rússia, segons el cens del 2010 tenia 304 habitants, pertany al municipi de Iazíkovo. Es troba a 25 km al sud-est de Pilna, a 175 km de Nijni Nóvgorod i a 10 km al sud-oest de Xúmerlia.